# Roter Eichentang

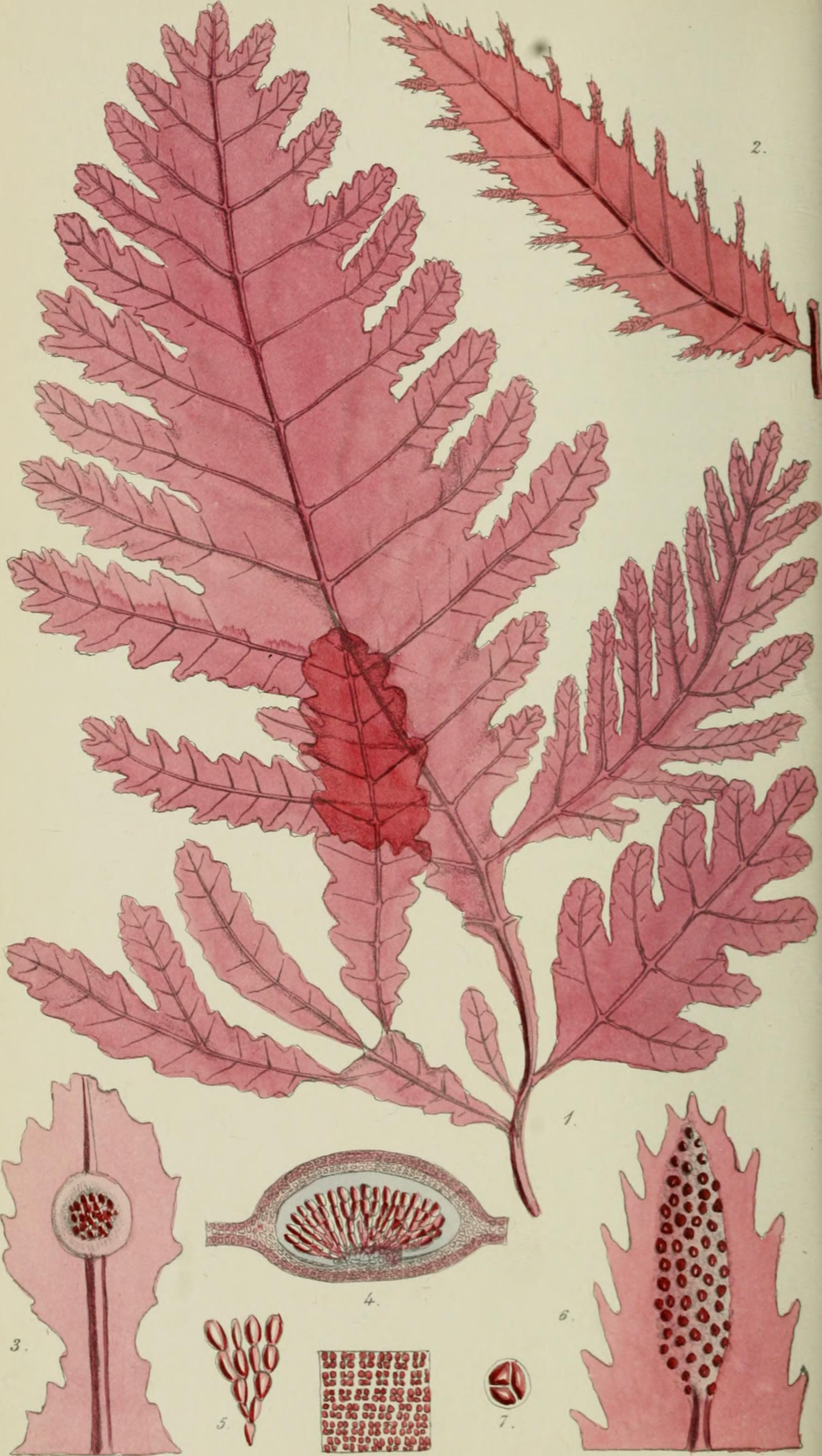
Roter Eichentang, Illustration

Der Rote Eichentang (Phycodrys rubens), auch Roter Eichtang genannt, ist eine Art der Rotalgen. Er ist an den Meeresküsten der Nordhalbkugel weit verbreitet und kommt auch in der Nordsee und Ostsee vor.

## Beschreibung
Der Rote Eichentang ähnelt einem Zweig mit Laubblättern. Am Untergrund ist der Tang mit einer Haftscheibe und verzweigten, ausläuferartigen Rhizoiden festgewachsen. Der flache, rosenrote bis braunrote Thallus ist von einer kräftigen, elastischen Mittelrippe durchzogen, die an der Basis einen Stiel bildet. Die einschichtige Thallusfläche ist tief ausgebuchtet oder fiederlappig und am Rand gezähnt. Beiderseits der Mittelrippe verlaufen gegenständige Seitennerven bis in die Lappen. Einige davon zeigen stärkeres Wachstum und verzweigen sich mehrfach weiter. Der Thallus erreicht 5–20 (selten bis 30) Zentimeter Höhe, die blattartigen Teile werden etwa 2–8 Zentimeter breit.

## Entwicklungszyklus
Der Rote Eichentang ist mehrjährig, nur seine Mittelrippen überwintern. Bereits im Winter setzt die Erneuerung der Thallusflächen ein, von April bis August zeigt der Tang dann seine typische, eichenlaubartige Gestalt. Ab August beginnen am Rand zahlreiche fransige Auswüchse auszutreiben. An diesen schmalen Randblättchen entstehen die Fortpflanzungsorgane: auf den Gametophyten jeweils Spermatangien und Zystokarpien, auf den gleichgestalteten Tetrasporophyten die Tetrasporangien. Auch auf den Rippen frisch ausgetriebener „Blätter“ können Zystokarpien gebildet werden. Im Herbst zerfetzt die Thallusfläche und degeneriert schließlich.

## Vorkommen
Der Rote Eichentang ist an den Meeresküsten im Nord-, Nordost- und Nordwest-Atlantik und auch im Nordwest-Pazifik weit verbreitet. In der Nordsee kommt er bei Helgoland vor, außerdem in der westlichen und östlichen Ostsee.
Er wächst in Gezeitentümpeln in der unteren Gezeitenzone und im Sublitoral. Er besiedelt Felsen oder größere Algen, besonders die Stiele von Palmentang (Laminaria hyperborea).

## Systematik
Die wissenschaftliche Erstbeschreibung erfolgte 1753 durch Carl von Linné unter dem Namen Fucus rubens (In: Species Plantarum, Band 2, S. 1162). Edward Arthur Lionel Batters stellte die Art 1902 in die Gattung Phycodrys.
Es existieren zahlreiche Synonyme: Agarum rubens (L.) Link, Delesseria sinuosa J.V.Lamouroux, Delesseria sinuosa f. sublinearis Rosenvinge, Fucus cartilagineus Forsskål, Fucus crenatus S.G.Gmelin, Fucus epiphyllus O.F.Müller, Fucus roseus O.F.Müller, Fucus rubens L., Fucus sinuosus Goodenough & Woodward, Phyllophora epiphylla (O.F.Müller) Batters, Phyllophora rubens (L.) Greville, Prolifera rubens Stackhouse, Phycodrys crenata (S.G.Gmelin) P.C.Silva, Phycodrys sinuosa (Goodenough & Woodward) Kützing, Phycodrys sinuosa f. typica Kjellman und Sphaerococcus sinuosus (Goodenough & Woodward) C.Agardh.